# Dyego Coelho
Dyego Rocha Coelho, noto semplicemente come Coelho (San Paolo, 22 marzo 1983), è un allenatore di calcio ed ex calciatore brasiliano, di ruolo centrocampista.

## Caratteristiche tecniche
Impiegato prevalentemente nel ruolo di centrocampista laterale destro, era dotato di un buon tiro dalla distanza.

## Carriera

### Club
Dal 2003 al 2007 ha collezionato 58 presenze con il Corinthians, segnando anche 8 gol.
Passato in prestito all'Atlético Mineiro, totalizzò 24 presenze e 3 gol tra 2007 e 2008. Nel settembre 2007 rifilò una spallata all'attaccante del Cruzeiro Kerlon, mentre questi lo stava irridendo col suo numero "della foca": ne nacque una rissa, la partita venne sospesa per 5 minuti mentre Coelho venne squalificato per 120 giorni, sanzione in seguito dimezzata.
Il 9 luglio 2008 si è trasferito al Bologna, squadra neopromossa in Serie A, con la formula del prestito con diritto di riscatto.
Nonostante un discreto inizio di stagione, in cui segna anche un gol in Coppa Italia contro l'Ascoli, Coelho non è riuscito ad giocare titolare con continuità in una compagine rossoblù impegnata nella lotta per non retrocedere e fine campionato non è stato riscattato dal Bologna e così è ritornato all'Atlético Mineiro.
A gennaio 2011 viene ceduto alla squadra turca del Karabükspor. Ha chiuso la carriera nel 2014 nell'Atlético Sorocaba.

### Nazionale
Con la Nazionale brasiliana Under-20 ha vinto il Campionato mondiale Under-20 2003.
Può vantare una presenza nella Nazionale maggiore, avendo sostituito Adriano Correia al 61' nella finale della Gold Cup del 2003, vinta dal Messico per 1-0.

## Palmarès

### Club

#### Competizioni statali
- Campionato Paulista: 1

Corinthians: 2003
- Campionato Mineiro: 1

Atlético Mineiro: 2007

#### Competizioni nazionali
- Campionato brasiliano: 1

Corinthians: 2005

### Nazionale
- Campionato mondiale Under-20: 1

2003